# Scrophularia bitlisica
Scrophularia bitlisica är en flenörtsväxtart som beskrevs av Lall. Scrophularia bitlisica ingår i släktet flenörter, och familjen flenörtsväxter. Inga underarter finns listade i Catalogue of Life.